# Bojamyces olmecensis
Bojamyces olmecensis är en svampart som beskrevs av M.M. White, L.G. Valle & Cafaro 2008. Bojamyces olmecensis ingår i släktet Bojamyces och familjen Legeriomycetaceae.   Inga underarter finns listade i Catalogue of Life.